# Droga wojewódzka 481
Die Droga wojewódzka 481 (DW 481) ist eine polnische Woiwodschaftsstraße in der Woiwodschaft Łódź. Sie verläuft in Nord-Süd-Richtung und verbindet die Stadt Łask (Lask) mit Widoradz.